# У вогні (фільм)
У вогні (англ. Ablaze) — американський бойовик 2001 року.

## Сюжет
Власник заводу з переробки нафти Венделл Мейс в гонитві за прибутком знехтував всіма заходами безпеки. І полум'я повністю знищило весь завод, перекинувшись на сусіднє місто відрізало від зовнішнього світу заводську лікарню, в якій опинилися замкнутими в вогняному мішку лікарі, хворі і жертви пожежі. Єдина надія на порятунок з вогняного пекла — це пожежна команда капітана Джека Томаса.

## У ролях
- Том Арнольд — Венделл Мейс
- Айс-Ті — Альберт Деннінг
- Майкл Дудікофф — Деніелс
- Джон Бредлі — Джек Томас
- Аманда Пейс — Дженніфер Льюіс
- Кеті Лі Кросбі — Елізабет Шерман
- Пет Херрінгтон мол. — Стюарт Рідглі
- Едвард Альберт — мер Філліпс
- Мері Джо Кетлетт — медсестра Вінслоу
- Річард Біггз — Гаррісон
- Крістіан Олівер — Тім Вестер
- Майкл Трукко — Скотт
- Вільям Забка — Курт Петерс
- Ерік Джеймс Віргетс — робітник
- Майкл Кавана — Сем Девіс
- Ларрі Поіндекстер — Ендрю Томас
- Мелісса Брасселль — Мінді Хантер
- Керолін Сеймур — Вівіан Сімі
- Крістін Мітджес — репортер
- Марк Ваанян — черговий 1
- Шаррон Лі — Елейн Чарльз
- Олівія Шейн — дитина
- Роберт Клотуорті — диспетчер Харріс
- Девід Бове — Рік Вудс
- Доріан Лопінто — Гвен Крістофер
- Скотті Кокс — Крістофер Баррі
- Дейн Фаруелл — Фредді
- Кріс Астоян — Джефф